# Cyclocarya
Cyclocarya, monotipski rod drveća iz porodice orahovki, dio je potporodice Juglandoideae. Jedina vrsta je C. paliurus iz južne Kine i otoka Hainan i Tajvan

## Sinonimi
- Cyclocarya paliurus var. micropaliurus (P.C.Tsoong) P.S.Hsu, X.Z.Feng & L.G.Xu; Guihaia 8: 322 (1988)
- Pterocarya micropaliurus P.C.Tsoong; Contr. Inst. Bot. Natl. Acad. Peiping 4: 134, pl. 12 (1936)
- Pterocarya paliurus Batalin; Trudy Imp. S.-Peterburgsk. Bot. Sada 13(1): 101 (1893)
- Pterocarya serrata C.K.Schneid.; Ill. Handb. Laubholzk. 2: 880 (1912)